# كريستوفر روبن
كريستوفر روبن (بالإنجليزية: Christopher Robin)‏ هو فيلم كوميدي دراما أمريكي من إخراج مارك فورستر وبطولة إيوان مكريغور، هايلي أتويل، جيم كامينجز وبراد غاريت، صدر الفيلم في الولايات المتحدة في 3 أغسطس 2018.

## روابط خارجية
- الموقع الرسمي
- كريستوفر روبن على موقع IMDb (الإنجليزية)
- كريستوفر روبن على موقع ميتاكريتيك (الإنجليزية)
- كريستوفر روبن على موقع روتن توميتوز (الإنجليزية)
- كريستوفر روبن على موقع قاعدة بيانات الأفلام العربية
- كريستوفر روبن على موقع ألو سيني (الفرنسية)
- كريستوفر روبن على موقع Turner Classic Movies (الإنجليزية)
- كريستوفر روبن على موقع أول موفي (الإنجليزية)
- كريستوفر روبن على موقع بوكس أوفيس موجو (الإنجليزية)
- كريستوفر روبن على موقع فيلمافينيتي (الإسبانية)
- كريستوفر روبن على موقع قاعدة بيانات الأفلام السويدية (السويدية)